# La Ametlla de Mar
La Ametlla de Mar (oficialmente en catalán l'Ametlla de Mar) es una población de la comarca catalana del Bajo Ebro, en la provincia de Tarragona (Cataluña, España). También se conoce por el nombre de La Cala.
Está situado en el centro del golfo de San Jorge, entre pequeñas calas y playas de arena fina blanca y otras de piedras donde los pinos tocan las aguas del mar Mediterráneo. La población, de 6787 habitantes, es un típico pueblo de pescadores.

## Historia
En tiempos del rey Carlos III, se proyectó la repoblación del territorio de Alfama, cerca de la actual Ametlla de Mar, a base de pescadores valencianos y agricultores de Valls y de otras poblaciones cercanas al núcleo que se proyectaba.
Coincidiendo con la llegada de pescadores valencianos del Grao de Valencia, que en principio iban a repoblar la zona de San Jorge, se creó el núcleo habitado de la Cala de la Ametlla.
A principios del siglo XX ya existía una población mínima, pero consolidada, como lo denota el hecho de que los primeros habitantes ya habían creado una pequeña iglesia. Desde ese momento hasta la mitad del siglo, la población padece una serie de epidemias importantes, como la del cólera morbo de 1834 (véase: Pandemias de cólera en España).
El paso del ferrocarril en 1865, fecha de la inauguración de la estación de Ametlla de Mar, fue la causa del aumento demográfico de la población y también de su progreso económico. La segregación municipal, respecto de Perelló, se produjo el 24 de diciembre de 1891.
A finales de la primera década del siglo XX se inicia una de las primeras emigraciones de caleros, nombre que reciben los habitantes de La Ametlla de Mar, hacia todo el litoral catalán, especialmente a la Costa Brava (Palamós, sobre todo) y hacia el continente americano. A estas emigraciones seguirán otras a finales de los años 20 y después de la guerra civil.
Durante el período de la dictadura de Miguel Primo de Rivera, la población sufrió una fractura social motivada especialmente por las divisiones en el sector pesquero. Se crearon dos entidades rivales ("Pósito de Pescadores" y "Sociedad de Pescadores de San Pedro"), al entorno de las cuales se situaron los partidarios de las izquierdas y las derechas que escindirían toda la actividad social local.
Todo el malestar latente afloró a raíz de los momentos revolucionarios de octubre de 1934, de la guerra civil y en la postguerra. Momentos en los que se produjeron hechos graves que culminaron en muertes lamentables.

## Toponimia
Al segregarse de Perelló, el poblado tomó el nombre de La Ametlla, como se puede comprobar en el censo de 1897. Con la reforma de la nomenclatura municipal de 1916 el municipio pasó a llamarse Cala de la Ametlla y en 1917, Ametlla de Mar. En el censo de 1920, se completa el nombre para aparecer como Ametlla de Mar o La Ametlla de Mar, confirmándose este último en el censo de 1961. Desde el 18 de abril de 1984, su nombre oficial es L'Ametlla de Mar. Ametlla significa 'almendra' en catalán.

## Geografía
Integrado en la comarca de Bajo Ebro, se sitúa a 53 km de la capital provincial. El relieve está definido por una zona montañosa al norte y al oeste (sierra de la Barra y sierra de la Mar) que va descendiendo progresivamente hasta el litoral mediterráneo entre Calafat y Cap Roig. Por el interior abundan los barrancos que descienden de la cercana zona montañosa. La altitud oscila entre los 394 m (Tossal de Montagut) al norte y el nivel del mar en las numerosas playas del municipio. El pueblo se alza a 19 m sobre el nivel del mar.
| Noroeste: Tivisa        | Norte: Tivisa | Noreste: Vandellós y Hospitalet del Infante |
| Oeste: Tivisa y Perelló |               | Este: Mar Mediterráneo                      |
| Suroeste: Perelló       | Sur: Perelló  | Sureste: Mar Mediterráneo                   |

## Demografía
Cuenta con una población de 7373 habitantes (INE 2024).
| Gráfica de evolución demográfica de La Ametlla de Mar entre 1897 y 2021 |
| |
| Población de derecho según los censos de población del INE Población de hecho según los censos de población del INEEn estos censos se denominaba La Ametlla: 1897, 1900 y 1910 En estos censos se denominaba La Ametlla de Mar: 1920, 1930, 1940, 1950 y 1960 En este censo se denominaba Ametlla de Mar: 1970 Entre el censo de 1897 y el anterior, aparece este municipio porque se segrega del municipio 43104 (Perelló) |

## Economía

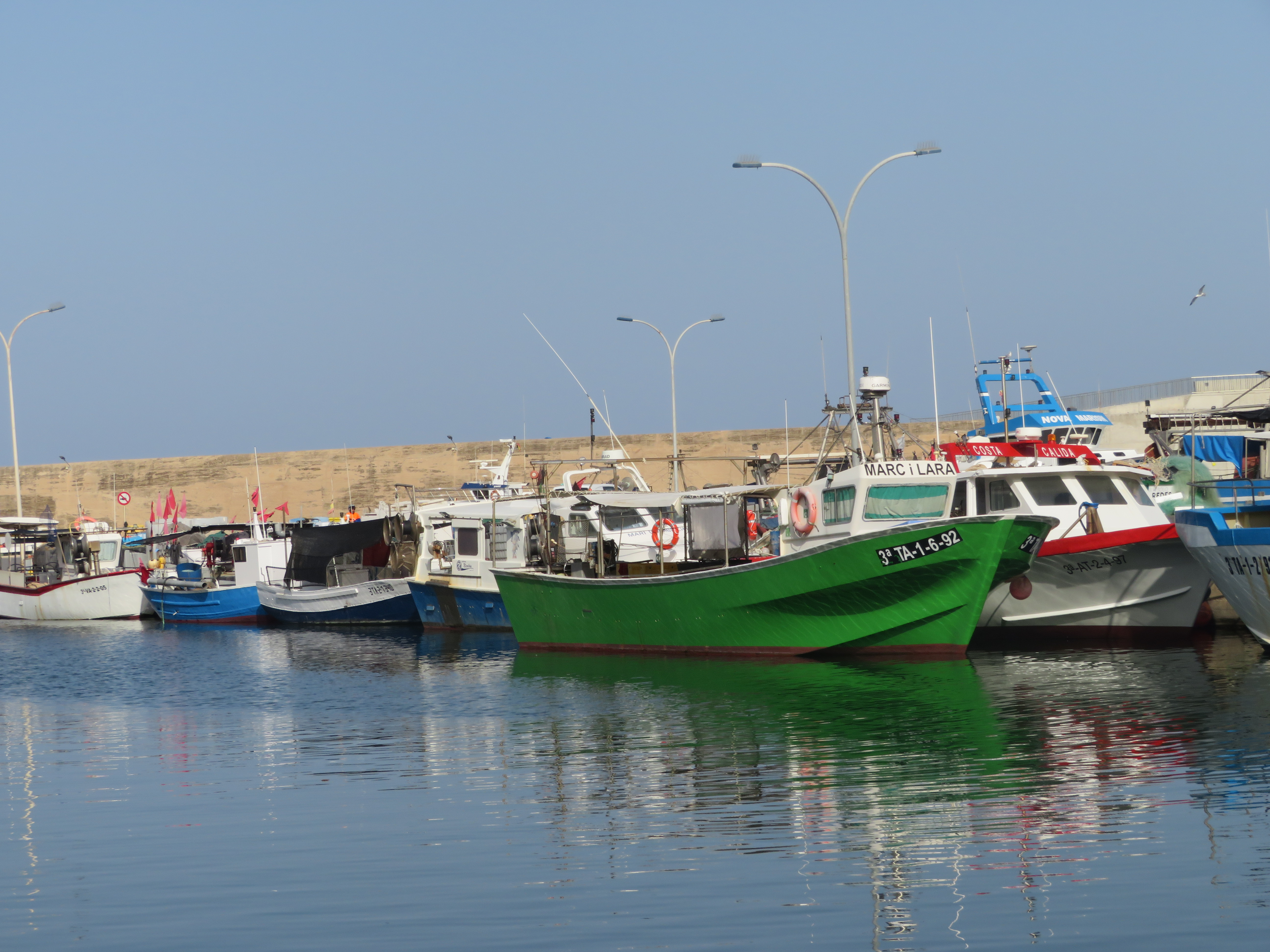
Puerto pesquero de La Ametlla de Mar (Tarragona).

La pesca continúa siendo una de las principales actividades del pueblo. El recinto portuario de Ametlla cuenta con un amplio grupo de barcas que se dedican a las artes del arrastre, el rodeo, el trasmallo, etc., y que cuenta también con la primera flota de atuneros de Cataluña.
La otra actividad económicamente potente del pueblo es el turismo y el sector servicios y comercio, que impulsan, conjuntamente, la creación de nuevos establecimientos locales para dar un mejor servicio a todos los turistas de La Ametlla de Mar.
La procedencia: Cataluña 30 %, resto de España 29 %, Francia 28 %, RU 7 %, Países del Benelux 4,5 %, Alemania 4 %, resto 2 %.
Por edades: Entre 36 y 65 años el 48 %, entre 26 y 35 años el 36 %, más de 65 años el 11 % entre 16 y 25 años el 5 %.

## Comunicaciones
El término municipal está atravesado por las siguientes carreteras:
- Autopista del Mediterráneo (AP-7): vía rápida de conexión entre Valencia y Barcelona.
- Carretera nacional N-340, entre los pK 1110 y 1120, que sirve de alternativa a la autopista.

## Monumentos y lugares de interés
- La Ametlla de Mar cuenta con 16 kilómetros de una costa única con 30 calas y playas para todos los gustos, unas de arena fina y blanca, otras de piedras, rodeadas de pinares y con aguas cristalinas gracias a las enormes praderías de posidonia. La Ametlla de Mar y es el segundo municipio de Cataluña con más banderas azules (5 playas + 1 del Club Náutico de La Ametlla de Mar). Para los amantes del nudismo tienen a la su disposición la Cala del “Torrent del Pi” y para los que gusten de ir a la playa con sus mascotas disponen de Cala “Bon Caponet”. Algunas de sus playas tienen los accesos adaptados para personas con minusvalías.

- Observatorio de La Ametlla de Mar.

De entre las 27 calas y playas distribuidas a lo largo de sus 17 km, hay que destacar 5 de ellas que son galardonadas anualmente con el distintivo de reconocimiento internacional de Bandera Azul por la calidad de su servicio de limpieza, la calidad de sus aguas y los servicios que ofrece, entre los que se incluyen los términos de adaptabilidad para personas con discapacidad. Estas 5 playas a su vez son las más visitadas y reconocidas como mejores playas de La Ametlla de Mar.
- Playa La Calafató: En la urbanización Calafat, entre abruptos acantilados se encuentran esta pequeña playa de arena fina de tan solo 30 m de longitud, donde el agua es especialmente cristalina y color turquesa. Dispone de WC, puesto de socorrista en verano y duchas, pero no tiene servicio de Bar.
- Playa San Jordi: Esta playa se encuentra en la urbanización de la Marina San Jordi y está situada a los pies del Castillo del mismo nombre, una fortaleza de defensa del siglo XVIII. Es una playa de arena fina de 100 m de longitud que ofrece todo tipo de servicios, desde actividades deportivas, puesto de vigilancia, WC, duchas y bar.
- Cala Cala Forn: Se encuentra en el entono de la playa de San Jordi junto a Cala Vidre. Es una pequeña playa de arena fina. También es una de las playas más bellas y de las que mejores servicios ofrece, alquiler de canoas y patines acuáticos, alquiler de sombrillas y hamacas, puesto de socorrista, duchas, WC y un reconocido chiringuito a la sombra de frondosos pinos.
- Playa Pixavaques: En un entorno semiurbano y cercano al centro de la población se encuentra esta pequeña playa de arena fina de tan solo 70 m de longitud. A pesar de sus pequeñas dimensiones cuenta con todo tipo de servicios.
- Playa del Alguer: es la única playa urbana de la población y está bordeada por el paseo marítimo y por la típica fachada marítima mediterránea de La Ametlla de mar. Es una playa de arena, tan solo tiene 120 m de longitud pero ofrece todo tipo de servicios. Al ser una playa tan céntrica, es de muy fácil acceso y se encuentran muchos restaurantes y locales donde comer en los alrededores.

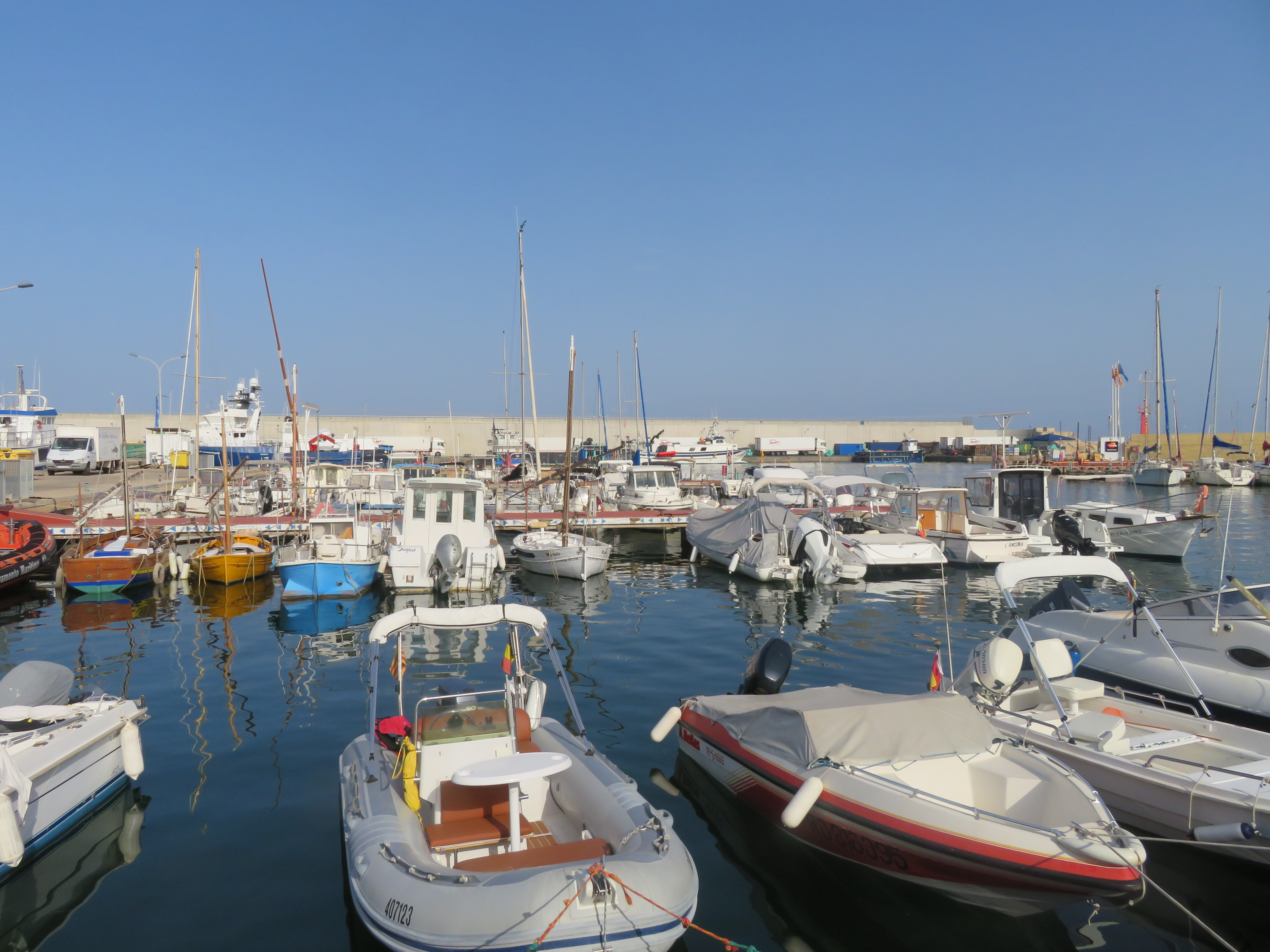
Puerto deportivo de La Ametlla de Mar (Tarragona).

- Cala La Calafato
- Cala Calafat o Llobeta
- Playa Lo Ribellet
- Playa San Jordi
- Cala Vidre
- Cala Forn
- Cala de las Botellas
- Cala Mosques
- Playa Torrent del Pi
- Playa Xelin
- Playa del Estany Tort
- Cala Ambrosia
- Cala del cementerio
- Cala Arandes
- Playa Pixavaques
- Playa del Alguer
- Caleta de Pepo
- Cala Bon Caponet
- Cala Bon Capó
- Playa del Estany d'en Gras
- Playa de Port Olivet
- Playa de Santas Creus
- Playa de la Leña
- Playa del Estany Podrit
- Punta del Águila
- Roca del islot del Águila
- Cala del Águila

## Cultura

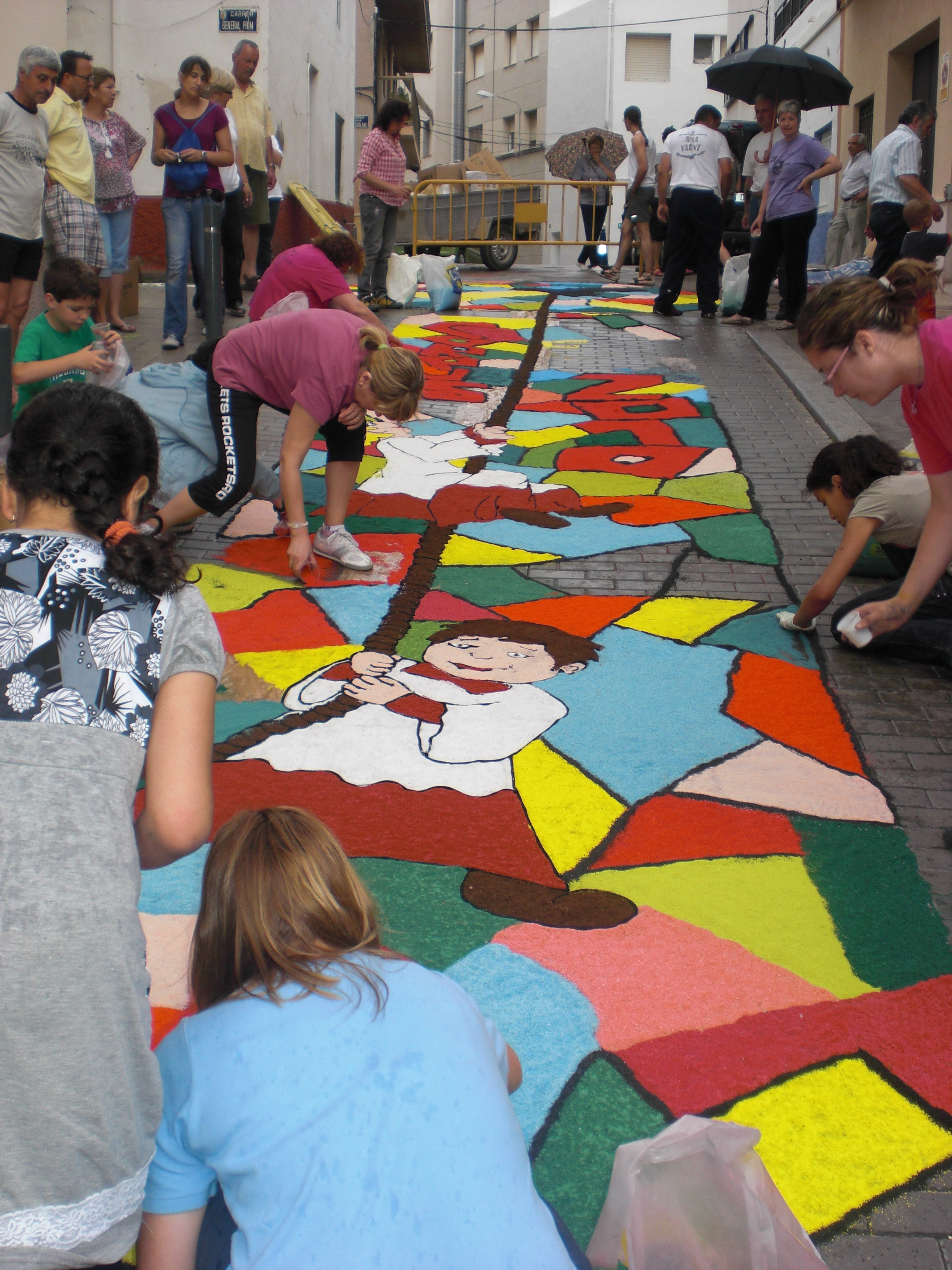
Alfombras de Corpus

### Fiestas
- El 2 de febrero, la Virgen de la Candelera, patrona del pueblo. Se realizan diversos actos durante unos cuatro días de contenido cultural, deportivo y religioso.
- El 29 de junio, San Pedro, patrón de los pescadores. Se pasea al patrón a bordo de una embarcación escogida y se realizan diversas exposiciones.
- El 18 de junio, Corpus. Se decoran las calles con elementos naturales.
- El 4 de agosto, empiezan las fiestas de la urbanización de Calafat en las que se realizan diferentes actos sociales, y deportivos.
- La Festividad en el castillo de San Jorge (San Jorge de Alfama). Se realizan actividades de carácter deportivo y gastronómico; sardinada popular, concurso de paellas y diversos torneos de fútbol playa y voleibol.
- El primer fin de semana de abril, la Feria Alternativa y de Productos Naturales, acompañada de la Muestra de oficios antiguos. Este acontecimiento se celebra tradicionalmente en la Plaça Nova.

### Deportes
- Festividad de la bicicleta. Se organiza el 1 de mayo y los participantes realizan el trazado Ametlla de Mar - Mas Platé en bicicleta, escoltados por las autoridades. Una vez allí se hacen diversas competiciones y juegos deportivos infantiles y botifarrada y sardinas para los mayores.
- Fútbol. Cada fin de semana, en la nueva zona deportiva se disputan diferentes partidos de fútbol de todas las categorías que dispone el Patronato Municipal de Deportes y la SCER Ametlla de Mar.
- Remo. Aun siendo una de las nuevas secciones del Patronato, compite en la liga catalana de muletas con dos tripulaciones masculinas y una femenina.

### Gastronomía
La gastronomía marinera es uno de los sellos de identidad de La Ametlla, cuenta con una amplia oferta de restaurantes donde se pueden degustar los platos típicos elaborados con el pescado y marisco capturados por la flota pesquera del municipio y que cada tarde se subastan en la Lonja de Pescadores. Durante todo el año se celebran las jornadas gastronómicas para la promoción de estos productos de calidad y proximidad (las jornadas de la galera, del atún rojo, del pescado azul, del pescado de la Lonja, la fiesta de los fideos rossejats y la del arrossejat).

#### Platos
- Arrossejat.

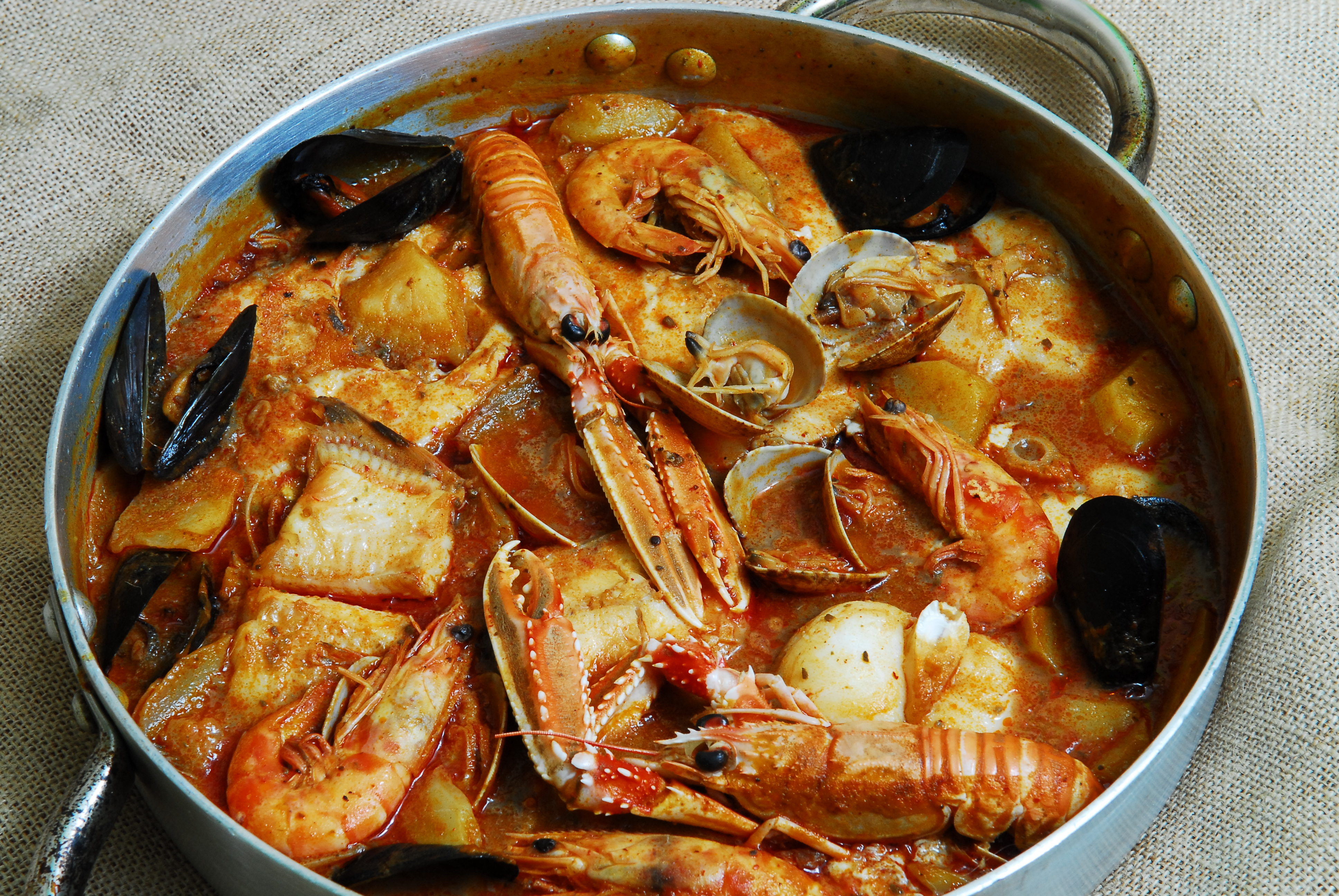
Suquet de pescado calero

- Fideuada (o fideos rossejats, también, por analogía, fideos arrossejats y, por ultracorrección, fideos sejats).
- Suquet de peix calero (propio del pueblo).

#### Dulces
- Coraçons
- Pastissets (de cabello de ángel o de crema)
- Panellets

### Turismo activo

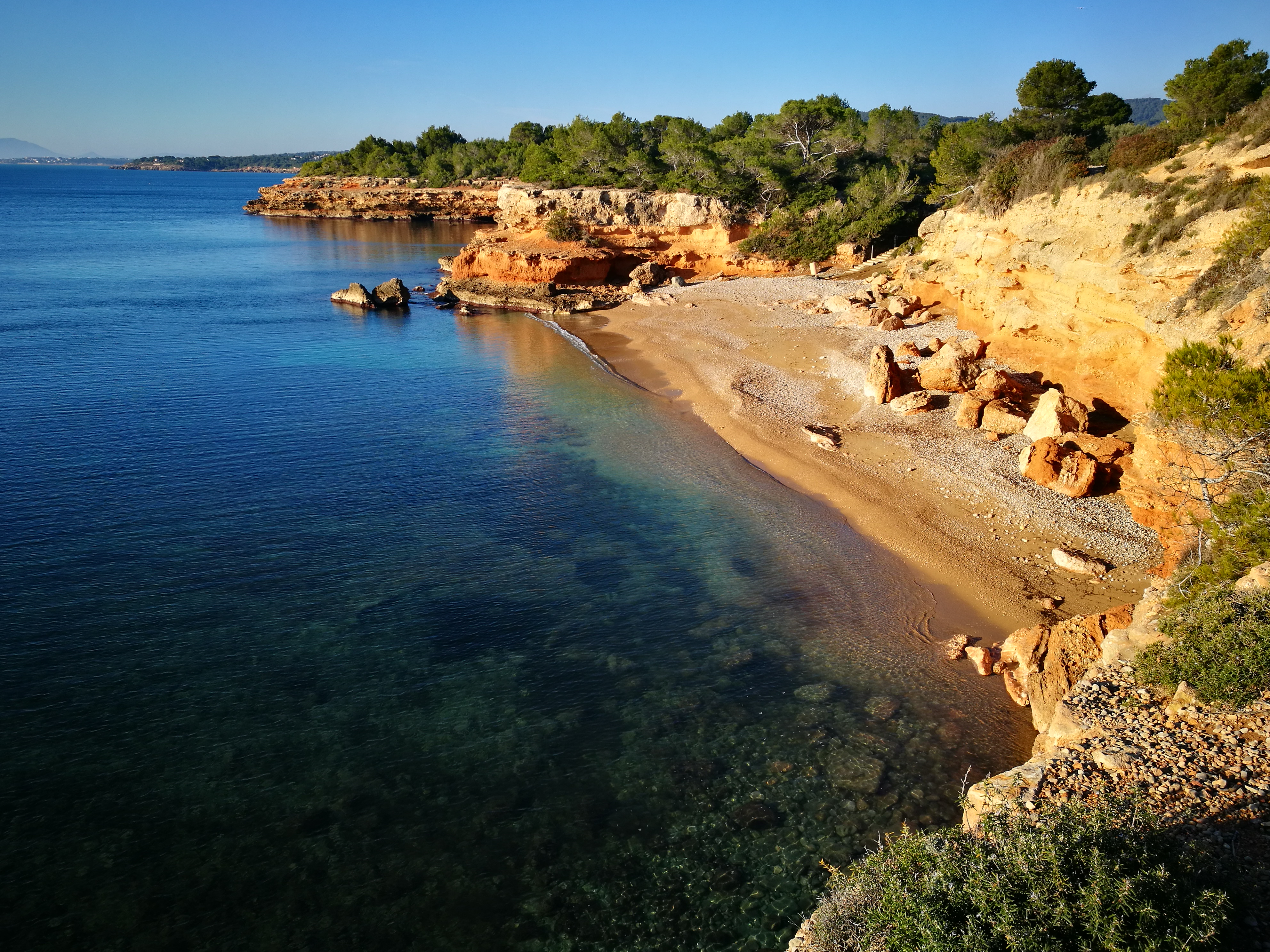
Cala de la Leña.

AmetlladeMar Experience es un conjunto de empresas que ofrecen una amplia gama de propuestas de actividades en el mar Mediterráneo y la naturaleza que envuelve la costa de La Ametlla de Mar: Buceo, snorkel, bicicleta, kayak, cruceros turísticos, alquiles de embarcaciones, tuna-tour (nadar entre atunes gigantes), pesca, senderismo, motor en el Circuito de Calafat, etc. Además, La Ametlla de Mar está certificada como Destino de Turismo Deportivo por la Agencia Catalana de Turismo y forma parte también de la estación náutica de la Costa Dorada.

## Servicios

### Educación
- IES Mare de Déu de la Candelera
- Jardín de Infancia Xerinola
- CEIP San Jordi
- Escuela de Capacitación Nauticopesquera de Cataluña

### Sanidad y seguridad ciudadana
- CAP Ametlla de Mar
- Bomberos
- Policía local
- Guardia civil
- Tanatorio
- Mossos d'Escuadra

### Oficina de turismo

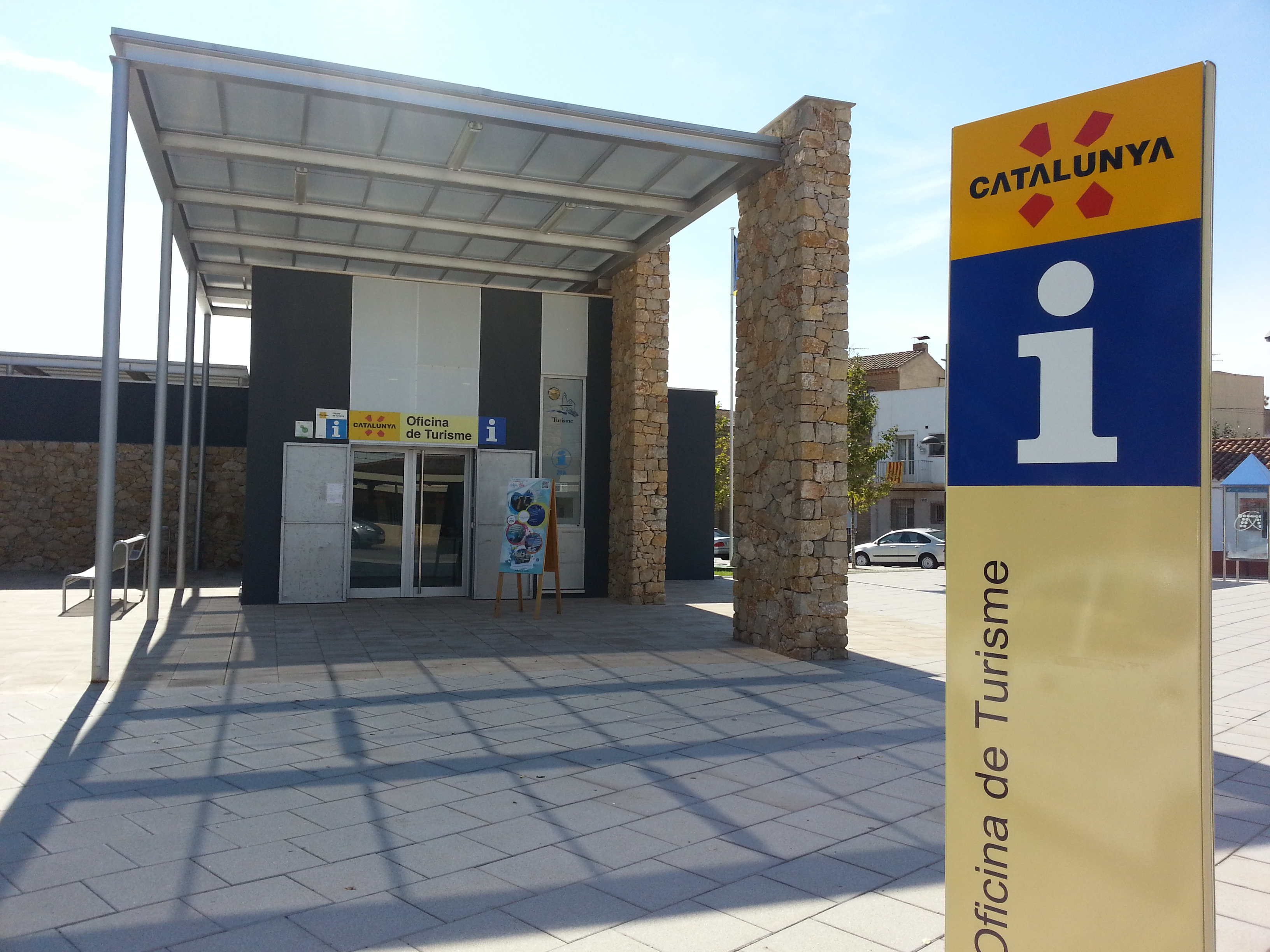
Oficina de turismo

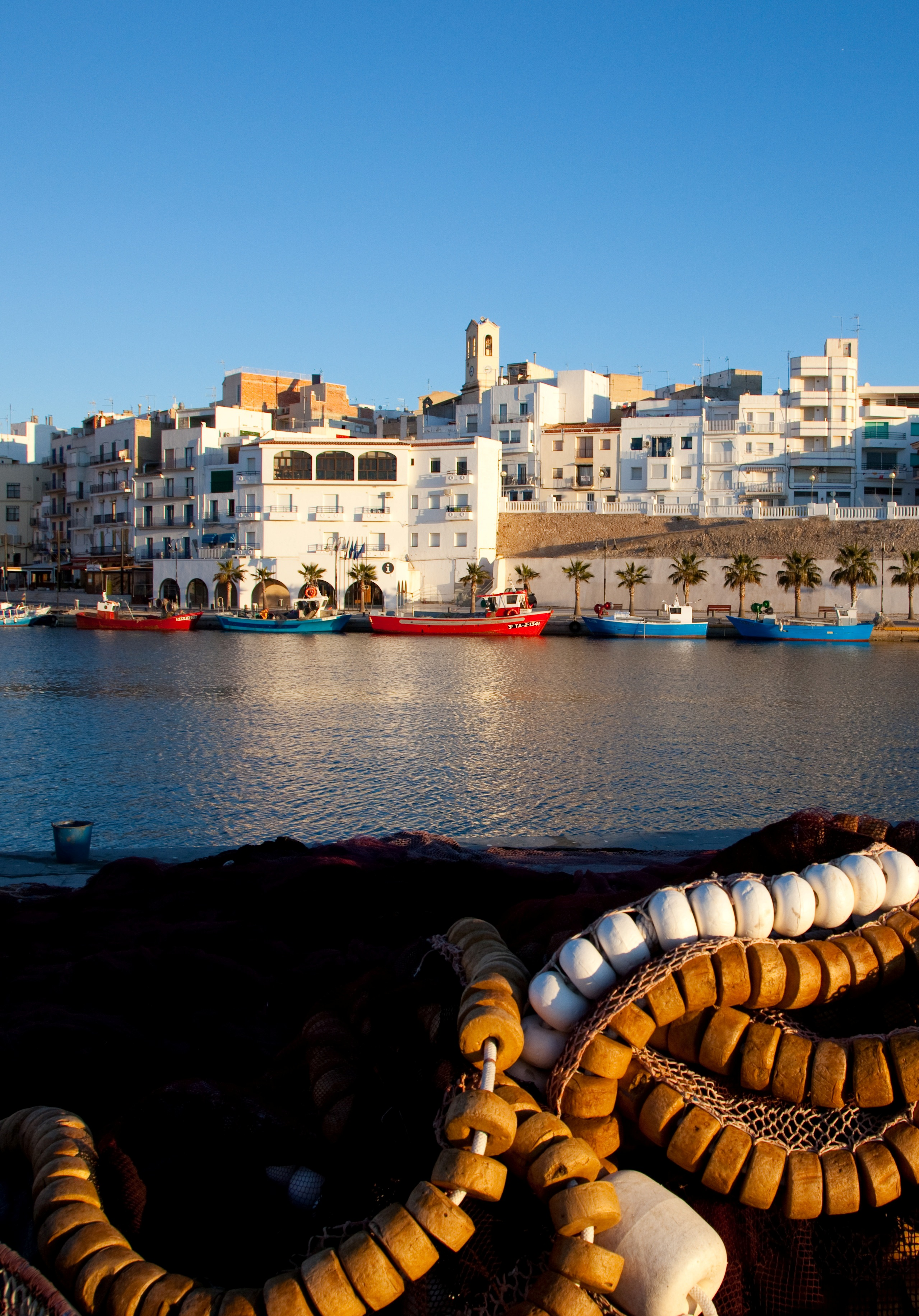
El puerto

La Ametlla de Mar cuenta con el servicio de atención e información turística a través de una moderna oficina de turismo (categorizada como de 1.ª categoría por la Generalidad de Cataluña) ubicada justo en la entrada de la población. Aparte de los servicios propiamente de información tiene como otros objetivos: 
- Promover la presencia activa de La Ametlla de Mar en el mercado turístico, procurar la coordinación de los sectores turísticos interesados en el fomento del turismo.
- Producir los materiales de propaganda y realizar las acciones de promoción necesarias para dar a conocer la oferta turística del municipio.
- Contribuir a la defensa de los recursos naturales y de los valores socioculturales del municipio.
- Realizar campañas de promoción turística.

### Ocio y cultura

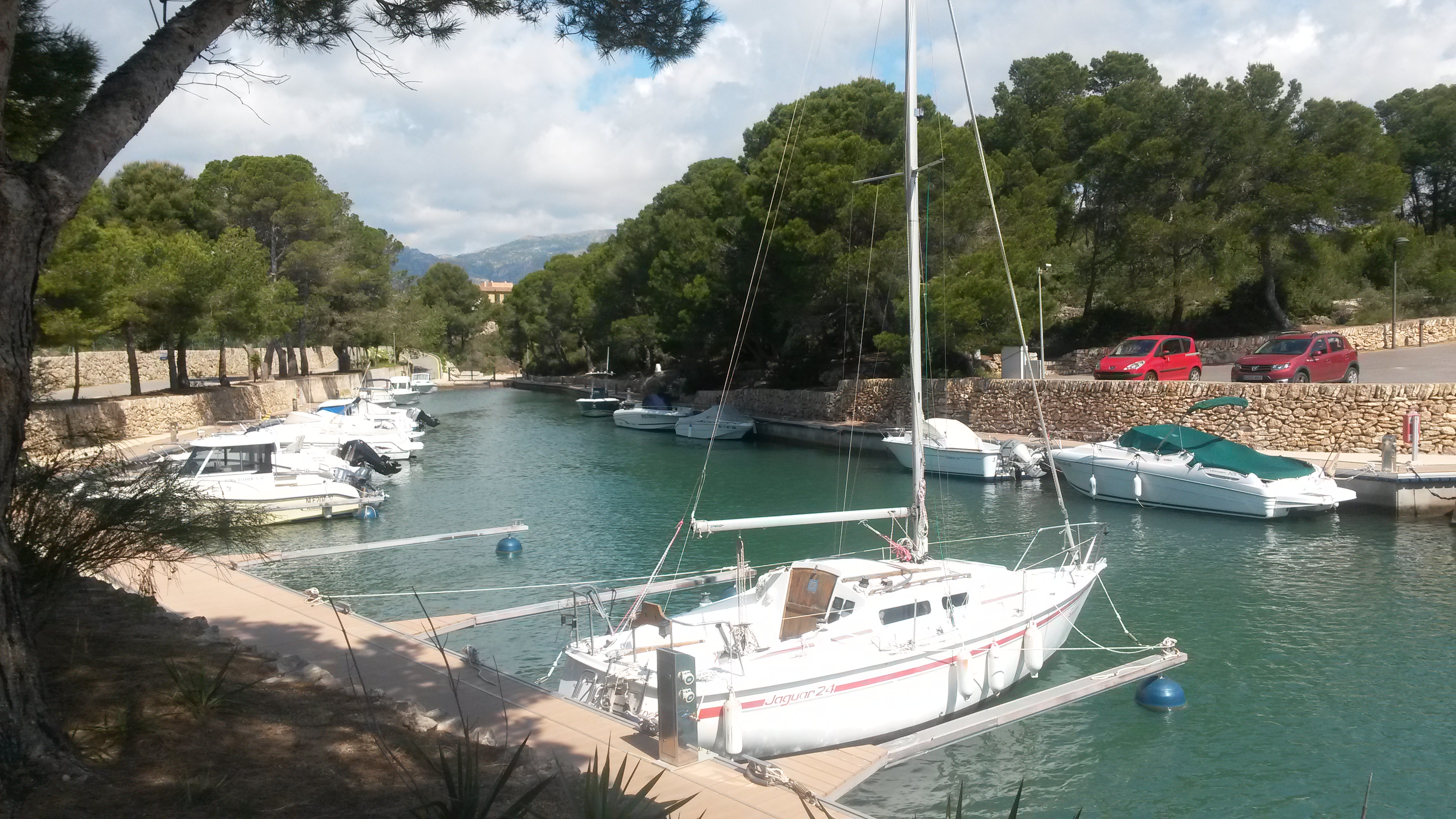
Puerto deportivo Marina San Jordi

- BOATS Mar Natura, alquiler de embarcaciones con y sin patrón o accesorios, excursiones náuticas, snorkel, deportes náuticos, pesca infantil y del calamar, pesca submarina, arqueología submarina
- Club náutico, 225 amarres de capacidad
- Biblioteca municipal Dr. Frías
- Sala SCER polivalente
- Sala de exposiciones de arte
- Telecentro. Calle de Pau Casals, 74
- Circuito de Calafat
- Zona deportiva municipal, con campo de fútbol, tenis, piscina y pista polideportiva
- Banda de música con más de 25 años de historia